# ままこ立て
ままこ立て（ままこだて）は、数学パズルの一種である。継子立、継子立てとも表記する。継子算（ままこざん）とも。
カテゴリー分けされた複数の人または碁石などを交互に環状に並べ、任意の数nを設定し、n番目を順に除いて、残ったものを決める遊び。碁石で行う場合、並べる数は30（黒15白15）または20（黒10白10）、任意の抜き出しの数nを10とする場合が多い。並べる数、抜き出しの数、カテゴリーの数、プレイヤーの数、数え始めるカテゴリー、抜き出しの方向（右回りか左回りか）によって、残るカテゴリーをコントロールできるため、ゲームとしては偶然の余地がなく、パズルとして解くことが可能である。
西洋に『ヨセフスの問題』と呼ばれる類似のパズルがある。

## 歴史
考案者は不明。中国の文献に類似の遊戯は見られないという。古い文献では『二中歴』に「後子立」、『簾中抄』に「ままこたて」の名で見えているが、いずれも解答を記しているだけで、詳しい内容を述べていない。
12世紀頃に信西によって考案されたとも、室町時代に起こったともされる。一般には、吉田光由『塵劫記』（1627年）に載った以下の説話によって広く知られたとされる。
- ある家には、先妻の子と継母の子が、それぞれ15人ずつ、計30人いた。跡取りを決めるため、継母が一計を案じた。子供たちを交互に並べ、継母の子から右回りに数え、10番目に当たった子供を除いていくと、先妻の子ばかりが除かれていった。最後の1人になった先妻の子が「ここからは、私から左回りに数えてください」と抗議すると、今度は継母の子ばかりが除かれ、抗議したその子だけが残り、めでたく跡取りとなった[2][3]。

暁鐘成『新撰訂正 算法稽古図会（さんぽうけいこずえ）』 （1831年（天保2年）大坂河内屋喜兵衛版）
では、史書『吾妻鏡』に載る西行の伝説に付会している。また、関孝和も深く研究している。

## 転用
算数の文章題に使われる。「環状に並べた碁石」、あるいは「積み上げられたカード」などを一定の規則にしたがって取り除いたときに最後に残るものを求める問題。
1から順に番号の書かれているカードが1枚ずつあり、このカードを1から番号順に時計回りに並べる。そして、1の番号がついているカードから1枚おきに時計回りに取り除き、最後に残る番号について考える。例えば、カードが10枚のとき、1→3→5→7→9→2→6→10→8→4の順に取り除き、最後に残るカードは4となる。カードの枚数を変えて、同じ規則でカードを取り除くとき、次の問いに答えよ。
- 12枚のカードを並べるとき、最後に残るカードの番号を答えなさい。
  - 1→3 というように、1のカードと3のカードの2枚を取ったときに10枚残る。ここで改めて番号を振りなおすと、もともと5,6,7,8…であったものが1, 2, 3, 4,…となり、問題の例から4が残ることが分かる。4の元の番号は8であるから、答えは8である。
- 並べるカードの枚数が20枚以上100枚以下のとき、最後に残るカードの番号が2になるような場合をすべて答えなさい。
  - 一般にカードが2の累乗枚あるとき、その最後の「2の累乗」番目自身が最後に残る。
  - つまり、取り始めの次に位置するカードが残る。
  - したがって、1を除いたときの残りの枚数が2の累乗枚になったならば、次に取り始める3の隣の2が最後に残る。
  - 2の累乗+1で、20以上100以下のものは33と65の二つ。
- 2007枚のカードを並べるとき、最後に残るカードの番号を答えなさい。
  - 2を10個かけると1024であるから、2007-1024=983（枚）取り除いたときに、その前隣は、新しい1番の後隣になって最後に残る。
  - 983番目の正の奇数＋1＝983番目の正の偶数＝1966番。

## その他
14世紀に書かれた兼好法師『徒然草』の「花は盛りに」の段（第137段）に「継子立」を用いて、人間の運命を比喩した記述が見える。